# علیرضا رضایی (بازیکن فوتبال)
علیرضا رضایی (زادهٔ ۲۰ آذر ۱۳۷۸ در قزوین) بازیکن فوتبال اهل ایران است که در پست دروازه‌بان برای باشگاه باشگاه فوتبال فجر سپاسی در لیگ برتر خلیج فارس بازی می‌کند.

## عملکرد باشگاهی

### پیکان تهران
او اولین بازی خود را برای پیکان در اولین بازی لیگ برتر ۱۴۰۰–۱۳۹۹ مقابل صنعت نفت آبادان انجام داد اما دچار مصدومیت شکستگی دست شد و باعث شد ادامه لیگ را از دست بدهد و بعد از بازگشت هم عملکرد خوبی داشتو به گلر اول پیکان تبدیل شده بود و در کل ۱۷ بار برای پیکان به میدان رفت و موفق به ثبت ۵ کلین شیت نیز شد.

### استقلال تهران
وی در ۳۱ مرداد ۱۴۰۰ با قراردادی دوساله به استقلال پیوست و اولین بازی خود را برای استقلال در هفته پنجم لیگ برتر ۰۱–۱۴۰۰ مقابل نساجی انجام داد. سپس در هفته ششم و هفتم نیز در برابر گل گهر و صنعت نفت به میدان رفت و با جلب اعتماد فرهاد مجیدی در مسابقه استقلال برابر نود ارومیه در ۱/۱۶ نهایی جام حذفی ۰۱–۱۴۰۰ نیز ۱۲۰ دقیقه به میدان رفت و با مهار ضربات پنالتی در مقابل نود، تبدیل به گلر نخست استقلال در مرحله ۱/۸ نهایی برابر پیکان شد و ۱۲۰ دقیقه از دروازه استقلال محافظت کرد و استقلال در وقت اضافه به گل رسید؛ وی در مرحله ۱/۴ نهایی مقابل نساجی نیز درون دروازه ایستاد؛ که در نهایت پس از ۱۲۰ دقیقه محافظت از دروازه؛ استقلال در ضربات پنالتی حذف شد. سپس تا هفته بیست و ششم به وی به عنوان ذخیره سید حسین حسینی بازی نرسید تا اینکه در مصاف با شهر خودرو به میدان رفت و استقلال با یک گل به پیروزی رسید و قهرمانی‌اش قطعی شد.
اما در لیگ برتر ۰۲–۱۴۰۱ با پیوستن ریکاردو سا پینتو به استقلال موفق نبود و در لیگ برتر ۰۳–۱۴۰۲ توسط جواد نکونام در لیست خروج استقلال قرار گرفت. او با بخشیدن ۱۷ میلیارد تومان از قراردادش از استقلال جدا شد، اما به‌دلیل اینکه قرارداد خود با استقلال را در مهلت قانونی فسخ نکرده بود، طبق قوانین فیفا نتوانست با شمس‌آذر قرارداد ببندد و تا نیم‌فصل بازیکن آزاد ماند.

### شمس آذر
علیرضا رضایی در ۱۸ مهر ۱۴۰۲ به تیم شمس آذر قزوین پیوست.

### نساجی مازندران
او در نقل و انتقالات نیم‌فصل لیگ برتر ۰۳–۱۴۰۲ مورد توجه لوکاس آلکاراس قرار گرفت و در ۲۶ دی ۱۴۰۲ با قراردادی به مدت یک سال و نیم به نساجی پیوست.

## عملکرد ملی
او سابقه بازی برای تیم ملی فوتبال امید ایران را دارد.

## آمار باشگاهی
تا تاریخ ۱۷ اسفند ۱۴۰۲
| باشگاه        | فصل           | لیگ           | لیگ  | لیگ | جام حذفی | جام حذفی | قاره‌ای | قاره‌ای | دیگر | دیگر | مجموع | مجموع |
| باشگاه        | فصل           | دسته          | بازی | گل  | بازی     | گل       | بازی   | گل     | بازی | گل   | بازی  | گل    |
| ------------- | ------------- | ------------- | ---- | --- | -------- | -------- | ------ | ------ | ---- | ---- | ----- | ----- |
| پیکان         | ۱۴۰۰–۱۳۹۹     | لیگ برتر      | ۱۶   | ۰   | ۱        | ۰        | _      | _      | _    | _    | ۱۷    | ۰     |
| مجموع پیکان   | مجموع پیکان   | مجموع پیکان   | ۱۶   | ۰   | ۱        | ۰        | _      | _      | _    | _    | ۱۷    | ۰     |
| استقلال       | ۰۱–۱۴۰۰       | لیگ برتر      | ۴    | ۰   | ۳        | ۰        | ۰      | ۰      | _    | _    | ۷     | ۰     |
| مجموع استقلال | مجموع استقلال | مجموع استقلال | ۸    | ۰   | ۳        | ۰        | ۰      | ۰      | _    | _    | ۱۱    | ۰     |
| نساجی         | ۱۴۰۲–۱۴۰۳     | لیگ برتر      | ۴    | ۰   | ۰        | ۰        | _      | _      | ۰    | ۰    | ۳     | ۰     |
| مجموع آمار    | مجموع آمار    | مجموع آمار    | ۲۸   | ۰   | ۴        | ۰        | ۰      | ۰      | _    | _    | ۳۱    | ۰     |

## افتخارات

### استقلال
- لیگ برتر فوتبال ایران(۱): ۰۱–۱۴۰۰
- سوپر جام فوتبال ایران(۱): ۱۴۰۱
- نایب قهرمان جام حذفی فوتبال ایران(۱) :۰۲–۱۴۰۱